# X-61 (航空機)
ダイネティクス X-61 グレムリン
飛行中のX-61A
- 分類：実験用航空機無人航空機
- 製造者：ダイネティクス（英語版）
- 運用者： アメリカ合衆国（DARPA）
- 初飛行：2019年11月（拘束飛行）、2020年1月17日（動力飛行）
- 生産数：5機
- 運用状況：2019 - 現在

ダイネティクス X-61 グレムリン（英語: Dynetics X-61 Gremlins）は、ダイネティクスによって設計された実験的な無人航空機（UAV）。

## 設計と開発
X-61は、国防高等研究計画局（DARPA）グレムリンプログラムに端を発し、デジタル飛行制御とナビゲーションシステムを備えた回収可能で低コストのUAVを実証した。そのミッションに続いて改造された輸送機によって空中回収されるように設計されている。ダイネティクスは、2016年にプログラムのフェーズI契約を獲得した4社のうちの1社であり、2018年4月にフェーズIII契約を獲得した。
X-61Aは、ウィリアムズ F107ターボファンエンジンを搭載しており、電子光学センサー、赤外線イメージャー、電子戦システム、武器など、さまざまなペイロードを搭載できる。これは、既存の打ち上げおよび地上支援装置と互換性があるように設計された。
UAVは半自律型であり、母機または地上のコントローラーが一度に最大8台のX-61Aを制御できるようにする。  

## 運用履歴
2020年1月の時点で、5機のX-61Aグレムリンが製造されている。 2019年7月5日、海軍航空兵器基地チャイナレイク付近の地震により、最初のX-61Aのテスト機器の一部が損傷し、プログラムが遅れた。2019年11月に、ロッキードC-130Aハーキュリーズ母機に搭載されたX-61Aの最初の拘束飛行試験を行った。 
X-61Aの最初の動力飛行は2020年1月17日に行われた。飛行は成功したが、回収中にメインパラシュートが展開できず機体が失われた。残りの4機の機体はまだ稼働している。 
2020年8月、同社は2回目のテスト飛行を完了したことを発表した。今回は、パラシュートによる航空機の回収に成功した。飛行は2時間以上続き、C-130母機とのランデブーと編隊飛行が含まれていた。

## 仕様
- 一般的な特性
  - 容量 : 65.7 kg
  - 全長 : 13 ft 9 in (4.2 m)
  - 翼幅 : 11 ft 5 in (3.47 m)
  - 胴体幅 : 1 ft 10 in (0.57 m)
  - 全高 : 1 ft 8 in (0.52 m)
  - 総重量 : 1,499 lb (680 kg)
  - エンジン : 1 × ウィリアムズ F107ターボファンエンジン, 700 lbf (3.1 kN) thrust

- パフォーマンス
  - 最大速度 : マッハ 0.6
  - 航続距離 : 350 mi (560 km, 300 nmi)